# Mestna hiša, Piran
Mestna hiša ali Občinska hiša je zgodovinska stavba na Tartinijevem trgu, glavnem trgu v Piranu.

Stavba stoji na severozahodni stranici Tartinijevega trga, v njej je danes sedež Občine Piran.
Dvonadstropna stavba dominira nad tem delom trga. Na mestu starejše občinske hiše iz 13. stoletja je bila ob nekdanjem mandraču leta 1879 zgrajena nova stavba v neorenesančnem slogu, po načrtih tržaškega arhitekta in inženirja Giovannija Righettija (1827-1901), ki je med drugim izdelal načrte tudi za vilo San Lorenzo v Portorožu. V prvem nadstropju je sejna dvorana, ki jo krasi veliko platno Domenica Tintoretta Marija z otrokom in piranskimi mestnimi očeti.
V veži občinske palače so v poligonalnem kamnu ohranjene občinske votle mere iz leta 1477, na njem je tudi piranski mestni grb s križem sv. Jurija, zavetnika mesta.

## Galerija
- Benečanka
- Tartinijeva rojstna hiša
- Cerkev sv. Petra
- Mestna hiša (sedež Občine Piran)
- Sodna palača (danes sedež Okrajnega sodišča)
- Loggia